# Рудники Кизил-Алма
Рудники Кизил-Алма – гірничодобувні майданчик на сході Узбекистану, призначені для розробки золоторудного родовища Кизил-Алмасай.
З 1975  по 1979 році на Кизил-Алмасай велось відпрацювання відкритим способом рудних тіл, розташованих поблизу поверхні. В 1983-му запустили ділянку підземних робіт річною потужністю 30 тисяч тонн руди, а в 1989-му ввели в дію першу чергу рудника проектною потужністю 100 тисяч тонн на рік. Він мав шахтні стовбури «Головний» та «Вентиляційний» та транспортний ухил, який пройшли з поверхні до першого горизонту.
За кілька років руднику передали стовбур «Розвідувальний», за допомогою якого було можливо організувати розробку західної частини ділянки Центральна. В 1997-му після завершення реконструкції наземних споруд потужність стовбуру «Розвідувальний» досягнула 100 тисяч тонн руди на рік. 
Станом на другу половину 2000-х загальна потужність копальні Кизил-Алма становила вже 400 тисяч тонн на рік.
В 2015-му почали будівництво шахтного стовбуру «Самарчук», призначеного для розробки однойменної ділянки родовища. Проектна потужність цього стовбуру становить 100 тисяч тон руди на рік. Станом на 2020 рік велось армування стовбуру, за чим мали переходити до монтажу обладнання.
Крім того, наприкінці 2010-х оголосили про наміри будівництва підземного рудника на ділянці «Міжріччя».
Копальня Кизил-Алма належить до Ангренського рудоуправління Алмалицького гірничо-металургійного комбінату та відправляє свою продукцію на Ангренську фабрику вилучення золота, яка знаходиться за шість кілометрів на південь від рудника.